# Juan de Orduña
Juan de Orduña y Fernández-Shaw  (Madrid, 27 de diciembre de 1900-Madrid, 3 de febrero de 1974) fue un director de cine y actor español.

## Biografía
Nacido en una familia de aristócratas cursa estudios de Derecho. Su carrera artística como actor comenzó en los años veinte, incorporándose a la compañía de teatro de Emilio Thuiller. En años sucesivos interviene en numerosos títulos mudos. Participó como actor protagonista en la segunda película sonora del cine español, El misterio de la Puerta del Sol (1930). A partir de la llegada del cine sonoro, su presencia ante la cámara se espació, si bien aún participaría en películas con cierto renombre como Nobleza baturra (1935), de Florián Rey.
Su trayectoria como director destacó especialmente en la década que siguió al fin de la guerra civil española, cuando se convirtió en uno de los cineastas más prolíficos del momento y también uno de los favoritos del público.
En la primera mitad de los años cuarenta se consolidó como un más que correcto director de comedias al gusto de la época, como Rosas de otoño (1943), Tuvo la culpa Adán (1944) , Ella, él y sus millones (1944) o La vida empieza a medianoche (1944).
La estética ampulosa y el gusto por la interpretación grandilocuente de la historia de España de los primeros años del franquismo pronto se apoderarían del espíritu del cine de la época y pasaron a determinar en buena medida el perfil de las películas de Orduña. Así, se especializó en dramas históricos que exaltaban los valores patrióticos de la España imperial y que disfrutaron del favor del público. En esa época rodó Locura de amor (1948), Vendaval (1949), Agustina de Aragón (1950) —ambas con Aurora Bautista—, La leona de Castilla (1951) o Alba de América (1951).
La evolución en los gustos del público le llevaría a lo largo de los cincuenta a un nuevo giro en la temática de su cine y cerró la década rodando El último cuplé (1957), exitoso vehículo para el lucimiento de Sara Montiel.
Sus últimos años los dedicó a filmar zarzuelas, un género que vivió un cierto resurgimiento durante los años sesenta.

## Premios
Medallas del Círculo de Escritores Cinematográficos
| Año  | Categoría       | Película       | Resultado |
| ---- | --------------- | -------------- | --------- |
| 1946 | Mejor dirección | Un drama nuevo | Ganador   |

## Filmografía como director
- Me has hecho perder el juicio (1973)
- Eusebio, la Pantera Negra (1973)
- El caserío (1972)
- El huésped del sevillano (1970)
- La tonta del bote (1970)
- Bohemios (1969)
- La canción del olvido (1969)
- La Revoltosa (1969)
- Despedida de casada (1968)
- Maruxa (1968)
- Anónima de asesinos (1967)
- Abajo espera la muerte (1966)
- Nobleza baturra (1965)
- Bochorno (1963)
- El amor de los amores (1962)
- Teresa de Jesús (1961)
- La Tirana (1958)
- Música de ayer (1958)
- El último cuplé (1957)
- El Padre Pitillo (1955)
- Zalacaín el aventurero (1955)
- Cañas y barro (1954)
- Alba de América (1951)
- La leona de Castilla (1951)
- Agustina de Aragón (1950)
- Pequeñeces... (1950)
- Tempestad en el alma (1950)
- Vendaval (1949)
- Mi enemigo el doctor (1948)
- Locura de amor (1948)
- La Lola se va a los puertos (1947)
- Serenata española (1947)
- Un drama nuevo (1946)
- Leyenda de feria (1946)
- Misión blanca (1946)
- Ella, él y sus millones (1944)
- La vida empieza a medianoche (1944)
- Yo no me caso (1944)
- Tuvo la culpa Adán (1944)
- Deliciosamente tontos (1943)
- Rosas de otoño (1943)
- Nostalgia (1942)
- El frente de los suspiros (1942)
- ¡A mí la Legión! (1942)
- Porque te vi llorar (1941)
- Suite granadina (1940)
- Feria en Sevilla (1940)
- Una aventura de cine (1928)

## Filmografía como actor
- Al diablo, con amor (1973)
- Zalacaín el aventurero (1955)
- Marruecos (1943)
- Flora y Mariana (1940)
- La gitanilla  (1940)
- Leyenda rota (1939)
- El cura de aldea (1936)
- Nobleza baturra (1935)
- El misterio de la Puerta del Sol (1930)
- El rey que rabió (1929)
- Una aventura de cine (1928)
- Estudiantes y modistillas (1927)
- Las estrellas (1927)
- Los vencedores de la muerte (1927)
- Rocío del Albaicín (1927)
- Boy (1926)
- Pilar Guerra (1926)
- La casa de la Troya (1925)
- La chavala (1924)
- La revoltosa (1924)